# Mam kogoś lepszego
Mam kogoś lepszego – singel polskiej piosenkarki Bryski. Singel został wydany 30 kwietnia 2021.

## Geneza utworu i historia wydania
Utwór napisali i skomponowali Gabriela Nowak-Skyrpan i Adam Związek, który również odpowiada za produkcję piosenki.
Singel ukazał się w formacie digital download 30 kwietnia 2021 w Polsce za pośrednictwem wytwórni płytowej Magic Records w dystrybucji Universal Music Polska.

## Teledysk
Do utworu powstał teledysk zrealizowany przez Dreamis, który udostępniono w dniu premiery singla za pośrednictwem serwisu YouTube.

## Lista utworów
- Digital download[2]

1. „Mam kogoś lepszego” – 2:22

- Digital download[4]

1. „Mam kogoś lepszego” (Sky High Remix by CatchUp) – 2:07

## Mam kogoś lepszego (Skytech Remix)
Mam kogoś lepszego (Skytech Remix) – singel promocyjny polskiej piosenkarki Bryski. Piosenka została zremiksowana przez Skytecha. Singel został wydany 8 kwietnia 2022.
Kompozycja znalazła się na 5. miejscu listy AirPlay – Top, najczęściej odtwarzanych utworów w polskich rozgłośniach radiowych. Nagranie otrzymało w Polsce status diamentowego singla, przekraczając liczbę 250 tysięcy sprzedanych kopii.

### Geneza utworu i historia wydania
Piosenka została napisana i skomponowana przez Gabrielę Nowak-Skyrpan i Adama Związek, natomiast za produkcję utworu odpowiada Skytech.
Singel ukazał się w formacie digital download 8 kwietnia 2022 w Polsce za pośrednictwem wytwórni płytowej Magic Records w dystrybucji Universal Music Polska. Piosenka została umieszczona na debiutanckim albumie studyjnym Bryski – moja ciemność.
Utwór znalazł się na polskich składankach: Hity na czasie: Lato 2022 (wydana 24 czerwca 2022), Bravo Hits: Lato 2022 (wydana 24 czerwca 2022), Hity na czasie: Jesień 2022 (wydana 30 września 2022), Bravo Hits: Muzyka Polska. Volume 2 (wydana 18 listopada 2022) i Najlepsze hity 2022 (wydana 2 grudnia 2022).

### „Mam kogoś lepszego (Skytech Remix)” w stacjach radiowych
Nagranie było notowane na 5. miejscu w zestawieniu AirPlay – Top, najczęściej odtwarzanych utworów w polskich rozgłośniach radiowych.

### Teledysk
Do utworu powstał teledysk w reżyserii Alana Kępskiego. Wideo udostępniono 15 kwietnia 2022 za pośrednictwem serwisu YouTube.
Wideo znalazło się na 5. miejscu na liście najczęściej odtwarzanych teledysków przez telewizyjne stacje muzyczne.

### Lista utworów
- Digital download[6]

1. „Mam kogoś lepszego” (Skytech Remix) – 2:49
2. „Mam kogoś lepszego” (Skytech Remix Extended) – 3:52

### Notowania
| Kraj   | Lista (2022–23)          | Najwyższa pozycja |
| ------ | ------------------------ | ----------------- |
| Polska | Billboard Poland Songs   | 19                |
| Polska | OLiS – single w streamie | 75                |

| Kraj    | Lista (2022)      | Najwyższa pozycja |
| ------- | ----------------- | ----------------- |
| Polska  | AirPlay – Top     | 5                 |
| Polska  | AirPlay – Nowości | 1                 |
| Polska  | AirPlay – TV      | 5                 |
| Ukraina | Radio Hits        | 806               |

| Kraj   | Lista (2022)  | Pozycja |
| ------ | ------------- | ------- |
| Polska | AirPlay – Top | 65      |

### Certyfikaty
| Kraj          | Certyfikat       | Sprzedaż |
| ------------- | ---------------- | -------- |
| Polska (ZPAV) | diamentowa płyta | 250 000+ |

### Wyróżnienia
| Rok  | Konkurs                  | Kategoria                   | Rezultat    |
| ---- | ------------------------ | --------------------------- | ----------- |
| 2022 | Gorąca 100               | 100 największych hitów 2022 | 13. miejsce |
| 2022 | Przebój roku RMF FM 2022 | Przebój roku                | 39. miejsce |